# アルジュレス＝シュル＝メール
アルジュレス＝シュル＝メール （Argelès-sur-Mer、カタルーニャ語:Argelers）は、フランス、オクシタニー地域圏ピレネー＝オリアンタル県のコミューン。アルジュレスは砂質の海岸にある海水浴場で有名である。

## 交通
国道914号線によってペルピニャンと接続されている。都市交通については、県による交通網でペルピニャン、セルベール、セレと接続されている。ナルボンヌ＝ポルトボウ線が停車するアルジュレス＝シュル＝メール駅がある。TERラングドック＝ルシヨンの路線もある。

## 気候
地中海性気候である。冬は寒くなく、この時期に強い突風が吹くことがあるが、気温が15℃に達することがある。夏は暑く、最高気温がしばしば30℃を超える。しかし、北西風であるトラモンターヌの影響からルシヨン平野には涼風がもたらされる。

## 地名
カタルーニャ語での地名はアルジャラルス（Argelers）である。フランス語を模倣して、Argelers de la Marendaという名称も、近年に他のフランスのアルジュレスの名のコミューンと区別するために使用されている。
歴史的に、アルジュレスに関する最初の言及は879年のVilla de Argilariisに遡る。名前は10世紀にはArgelarium、Argelaria、Argileriaとかたちを変えていった。語源には2説がある。
- 「ハリエニシダが植えられた場所」（カタルーニャ語ではハリエニシダをargelacかargelagaという）。この語源説はコミューンの紋章に表現されているものであるが、言語学的分析や他の同じ名称を有する地名との比較からは支持し難い。
- 「小川の粘土質の岸辺」 - 考えられるラテン語名はargillarum rivus（粘土のある流れ）、argilla ripa（粘土の岸）、argilla ripis（粘土の両岸）のどれかであり、これらは無論のこと都市成立以前の地名である。アルジュレスはマサーヌ川の渡河地点に起源を有すると考えられるが、この場所は交通の点から極めて重要であった。これはエルヌ方面に由来する沿岸のドミティア街道（ほぼ現在のシャルルマーニュ通り）および、800年頃にサン=ジュニとサン=タンドレが創設されたニドレールの渡河地点から接続される道の合流地点になったためである。地図上でニドレールの向いの右岸からマサーヌ川〜シャルルマーニュ通り方面へ直線をひくと、この線は現在サン=ジュニとサン=タンドレに通じている道路の付近を通過する。この二番目の道もまた非常に重要であったと考えられる。というのは、ヴァレスピールおよびアスプル地方から輸出用の鉄を積載してくる荷車はおそらくニドレールの渡河地点で合流し、この道を利用してコリウールの港に至ったと考えられるからである。滑らないための装備が十分でない場合、重量のある荷車は河岸の粘土質に苦労した筈である。

## 歴史

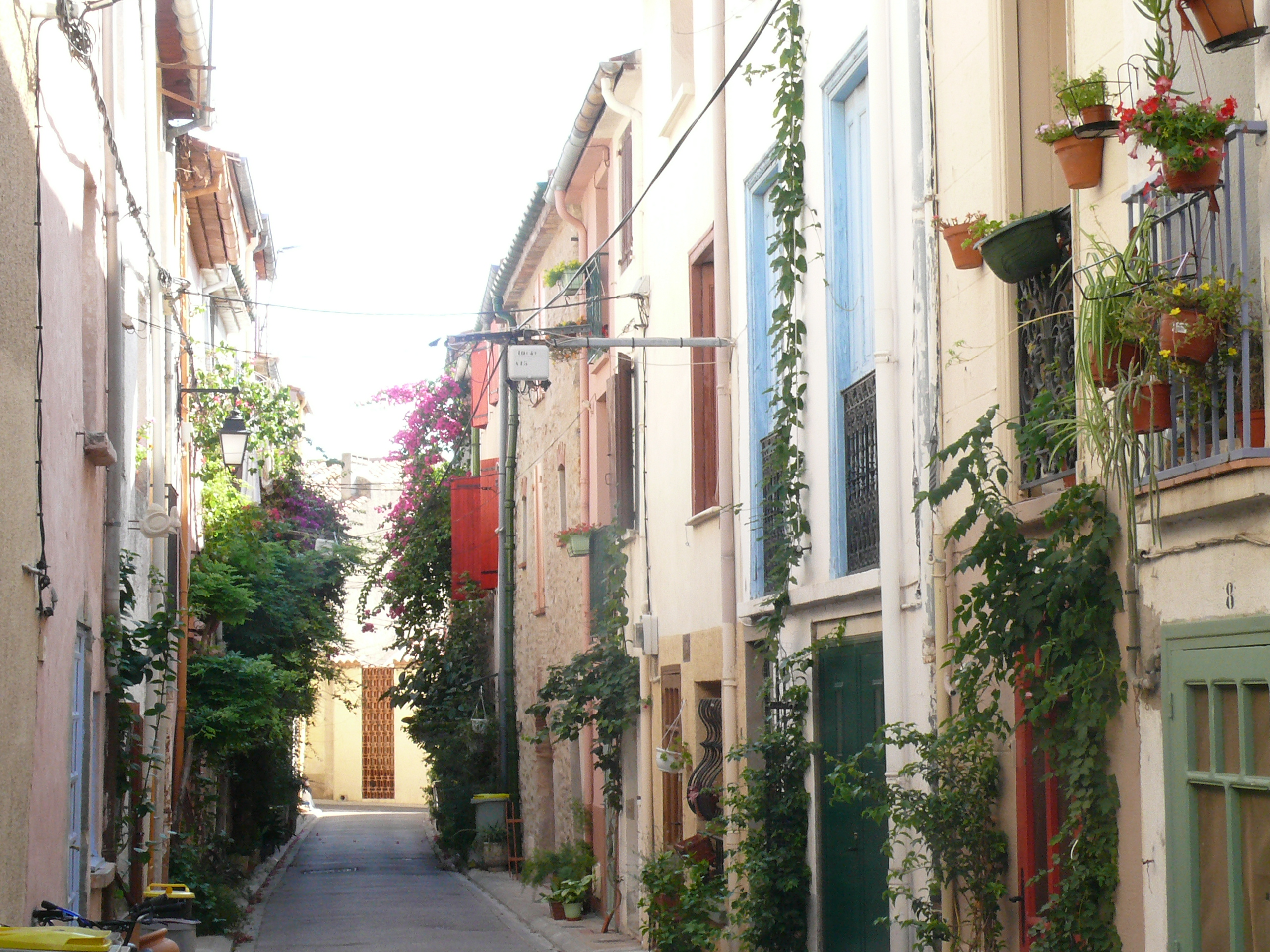
町並み

現在の都市の場所には有史以前から人が暮らしていたことが明らかであり、2箇所のドルメンと鉄器時代の納骨堂遺構がそれを物語っている。
都市はルシヨン伯の直接支配下に入った後、カタルーニャ王、そしてアラゴン王の手に渡った。13世紀から14世紀にかけてはアラゴン諸王とマヨルカ諸王の対立の中心となった。1298年にマヨルカ王ジャウメ2世とアラゴン王ハイメ2世の間で和平条約が結ばれたが、和平は長く続かなかった。さらに1344年、アラゴン王ペドロ儀式王軍（のちにマヨルカ王国を併合する）に攻囲された。15世紀後半にはルイ11世軍に攻囲されている。
1659年にフランス王国の治下となる。1793年にはスペインのリカルドス将軍の軍に攻囲されている。
スペイン内戦末期の1939年、数万人の共和党派の人々が国境を越え、フランス当局によってアルジュレス海岸のすぐ北にあるアルジュレス強制収容所に収容された。これは第二次世界大戦中は外国人を収容する強制収容所となり、1941年9月には青少年訓練施設（Chantier de la jeunesse française）に転用された。
20世紀初頭からアルジュレスの人口は一貫して増加し、都市域は農村と砂浜の間、さらにアルベール山地に沿う平野部へと拡大していった。1999年の国勢調査は9年間で2000人の人口増という顕著な実態と示している。この成長は観光に支えられており、1950年代以来、アルジュレスはその全域に何千もの観光客を受け入れている。

## 人口統計
| 1962年 | 1968年 | 1975年 | 1982年 | 1990年 | 1999年 | 2009年 | 2010年 |
| ------ | ------ | ------ | ------ | ------ | ------ | ------ | ------ |
| 3659   | 5022   | 5100   | 5723   | 7188   | 9069   | 10033  | 9978   |

参照元:1962年以前EHESS、1968年以降はINSEE

## 史跡

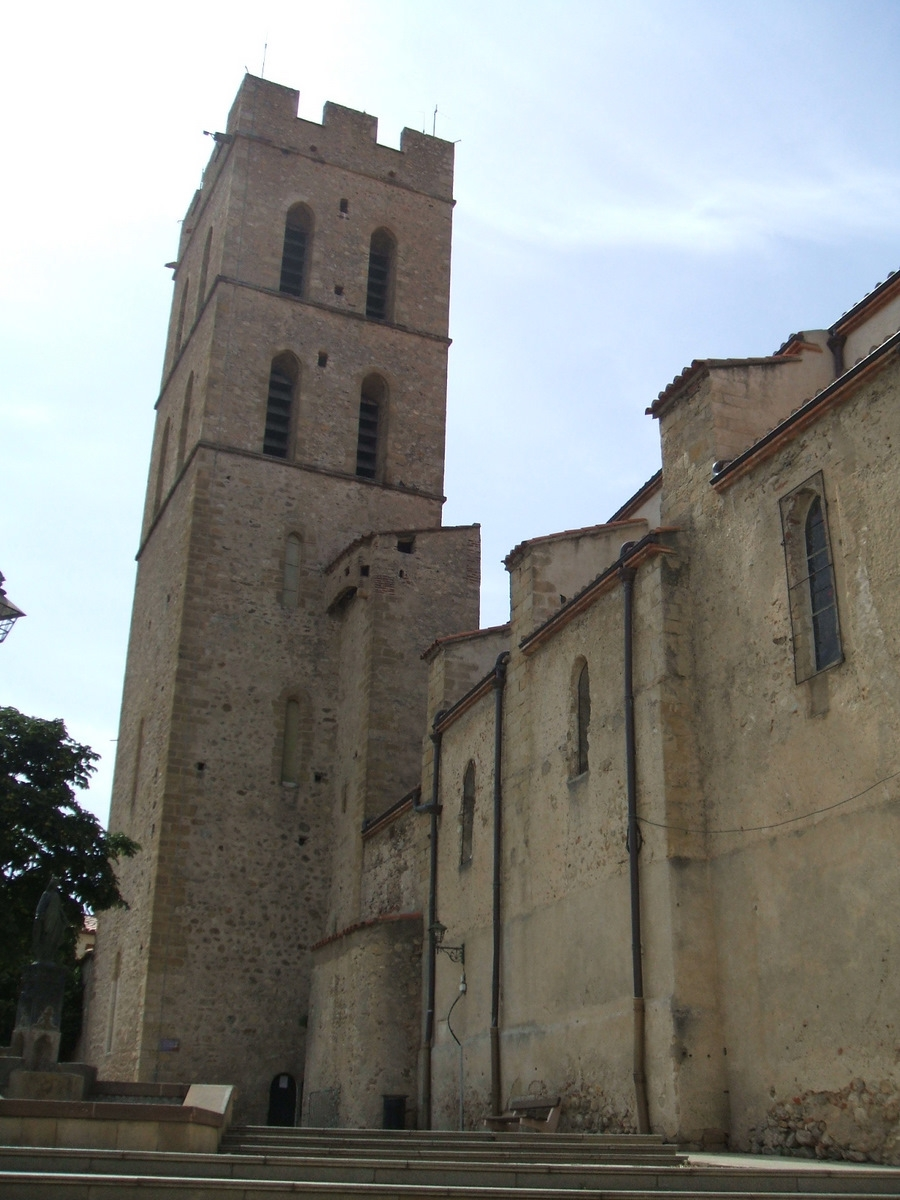
ノートルダム・デル・プラ教会
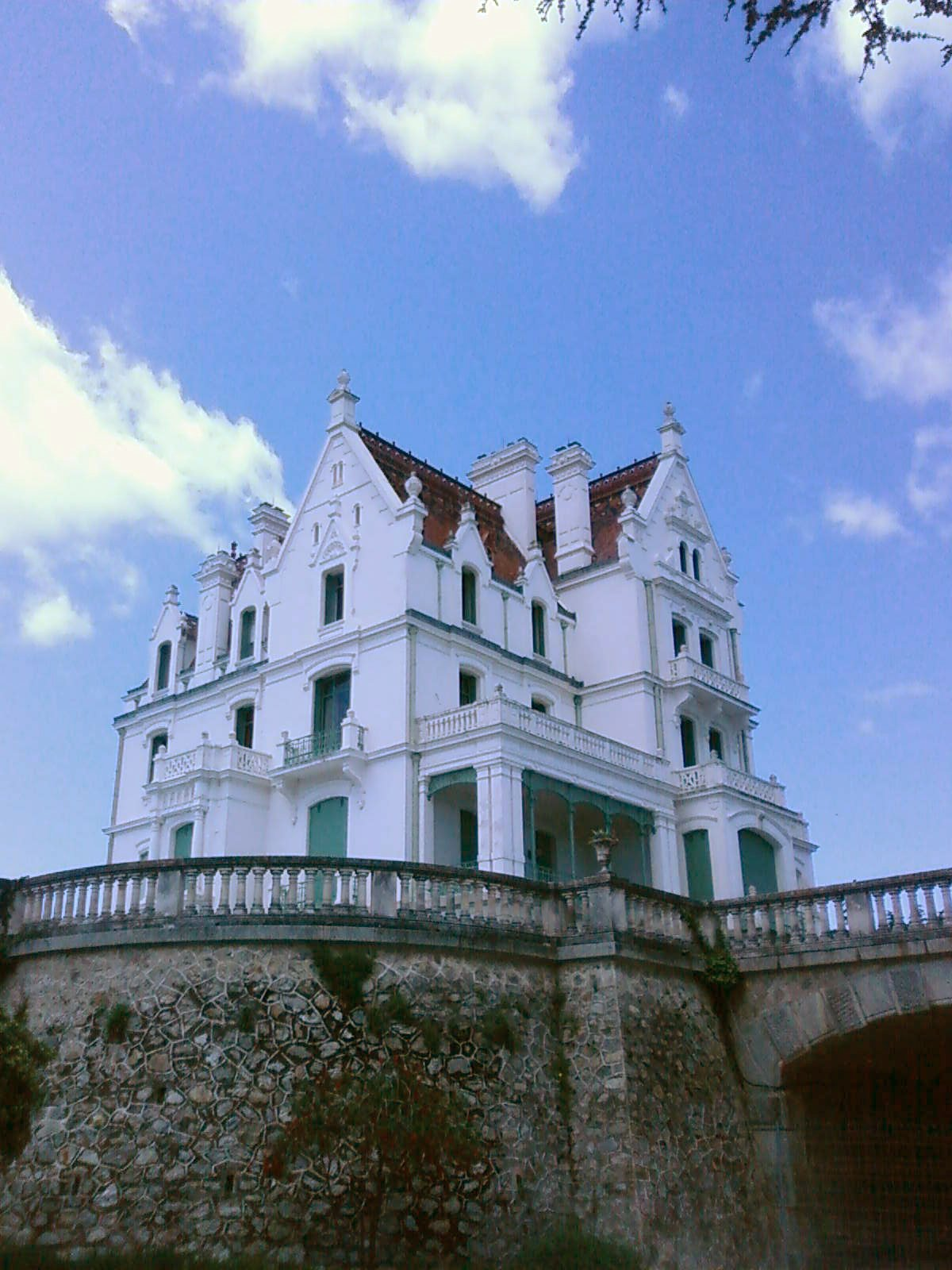
シャトー・ド・ヴァルミー

## 姉妹都市
- ヒュルト、ドイツ
- モントガ、スペイン